# Opodeldok
Opodeldok (der oder das; von griechisch opós „Pflanzensaft“) ist eine von dem frühneuzeitlichen Arzt Paracelsus benannte Mischung von Seife, Kampfer, Rosmarin- und Thymianöl, die unter anderem als Mittel zum Einreiben gegen Rheumatismus und Gicht verwendet wurde. Eine der Varianten des Opodeldoks ist eine Lösung dieser Bestandteile in Spiritus.
Opodeldok ist unter dem Namen Linimentum saponato-camphoratum im Deutschen Arzneibuch Nr. 6 von 1926 (1951) beschrieben. Er ist heute nicht mehr gebräuchlich. Neben zweifelhafter Wirksamkeit zeichnet er sich durch einen penetranten Geruch aus.

## Nebenwirkungen
- allergische Reaktionen
- Hautreizungen